# Hoplia sabulicola
Hoplia sabulicola är en skalbaggsart som beskrevs av Victor Ivanovitsch Motschulsky 1857. Hoplia sabulicola ingår i släktet Hoplia och familjen Melolonthidae. Inga underarter finns listade i Catalogue of Life.